# دختری از ناگاساکی
دختری از ناگاساکی (انگلیسی: The Girl from Nagasaki) فیلمی در ژانر رمانتیک است که در سال ۲۰۱۳ منتشر شد. این فیلم به عنوان فیلم شب آخر جشنواره فیلم بین‌المللی ناپل در ۹ نوامبر ۲۰۱۳ به نمایش درآمد.

## بازیگران
- کریستوفر لی
- مرین فیث‌فول
- مایکل نیکویست
- میکائیل وینکات
- رابرت اوانز
- ساشا الکساندر
- کلیمنس شیک